# Oranne d'Eschweiler

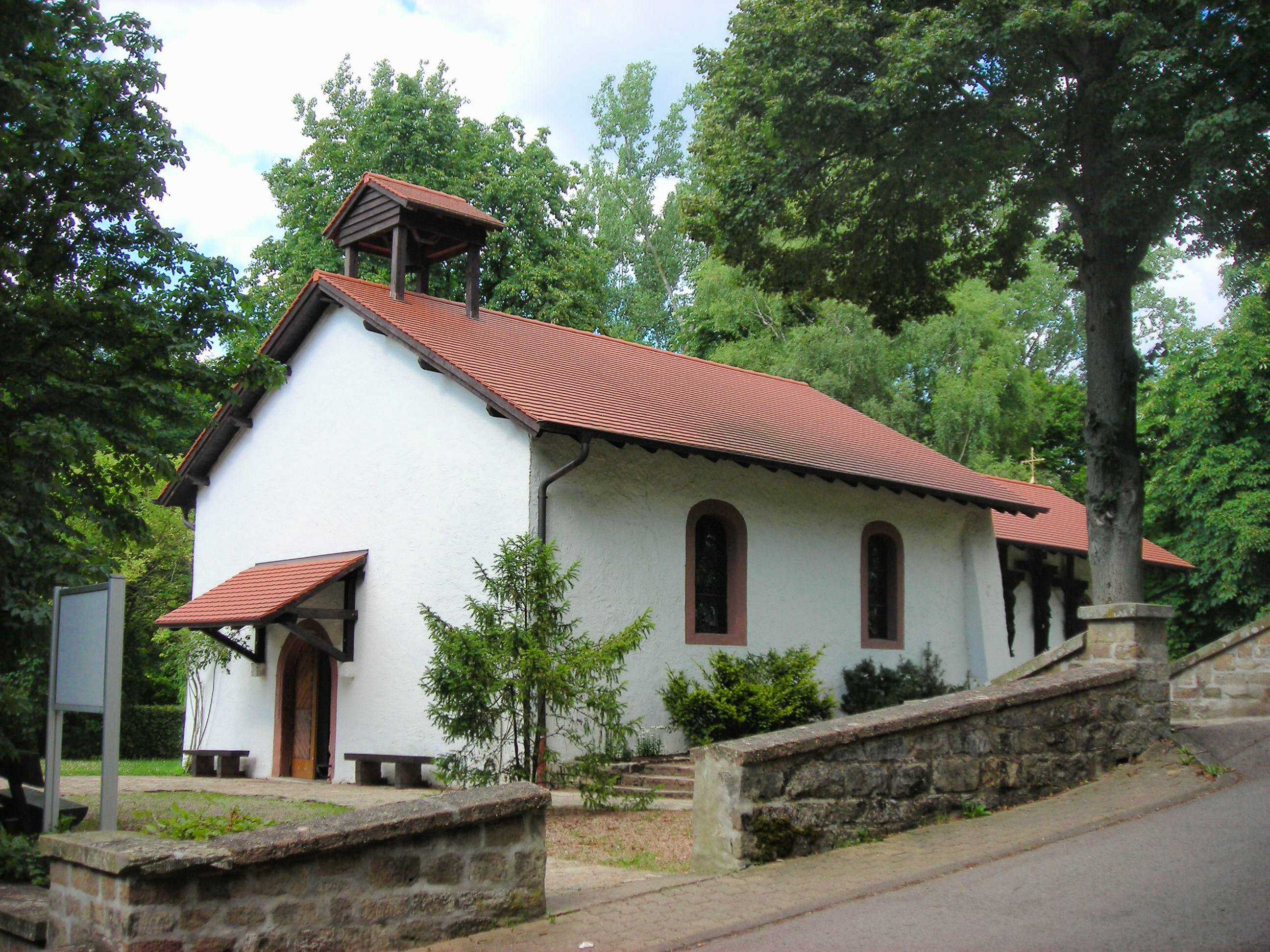
La chapelle Sainte-Oranne à Berus.

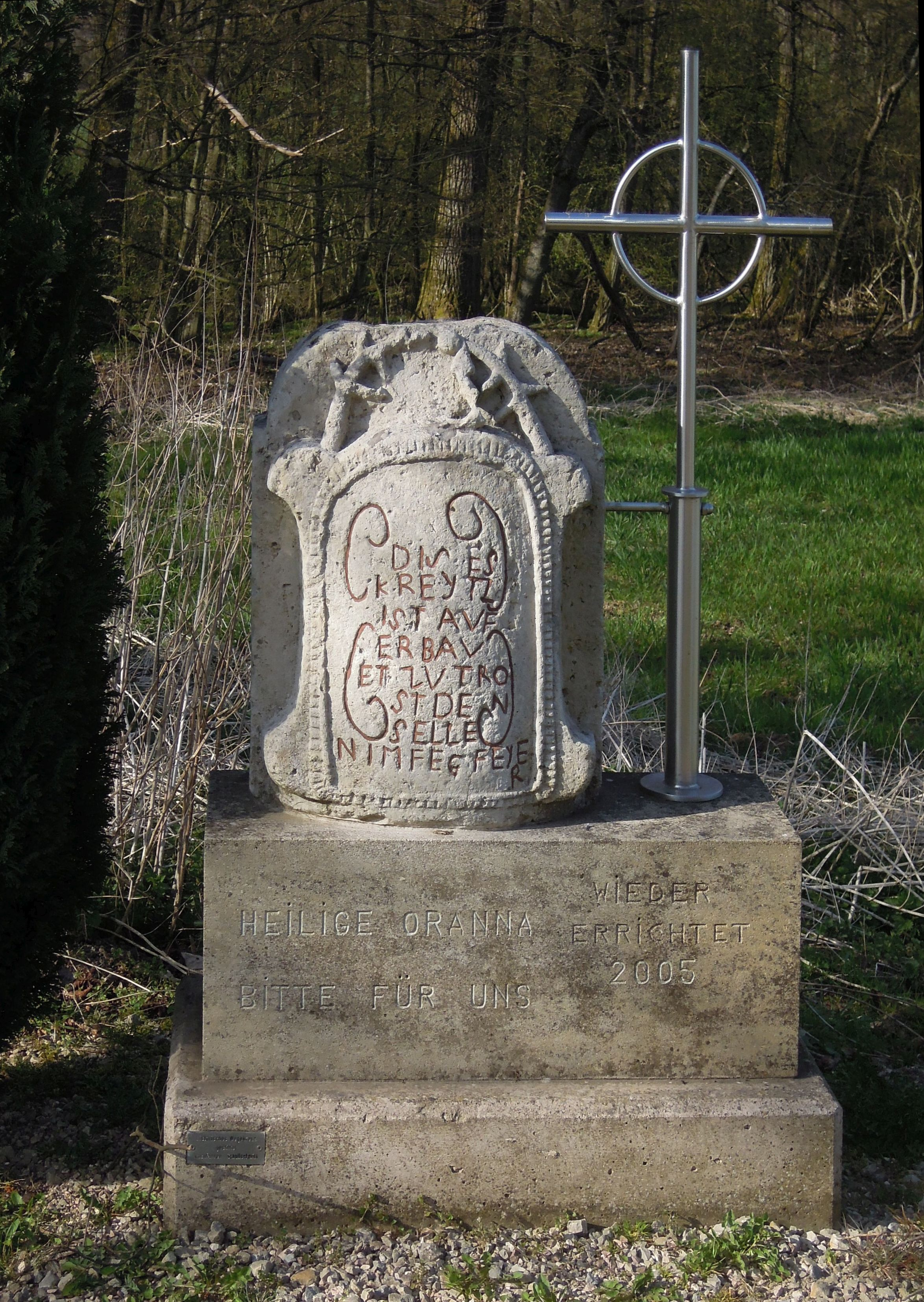
Stèle consacrée à sainte Oranne et croix de consolation pour les âmes du purgatoire, chapelle Sainte-Oranne.

Sainte Oranne d'Eschweiler (en allemand et en parler thiois Oranna) est une sainte catholique, qui aurait vécu au VIe siècle. Fêtée le 15 septembre, elle est particulièrement invoquée pour soulager les maux d'oreilles et les vertiges. Oranne est la patronne du bailliage d'Allemagne et de la Moselle germanophone.

## Hagiographie
Oranne évangélise principalement le bassin de la Moselle et de la Sarre avec sa compagne Cyrilla, s'établissant toutes deux dans la région de Berus. Elles sont d'abord inhumées dans l'église du village d'Eschweiler, abandonné par ses habitants après sa destruction durant les guerres du XIVe siècle ; la chapelle Sainte-Oranne ou Orannakapelle en est le seul vestige actuel. Il s'agit d'un pittoresque centre de pèlerinage très populaire dans les environs, qui est fort apprécié pour la célébration de mariages ou de baptêmes. La chapelle sert très longtemps d'église paroissiale pour les localités environnantes de Berus, Felsberg et Altforweiler en Sarre, aux confins de la Lorraine française. Ces villages fêtent d'ailleurs ensemble leur sainte patronne le troisième dimanche de septembre, de même que la population lorraine limitrophe.
La légende raconte qu'Oranne est une princesse venant d'Irlande ou d'Écosse, qui a fui son pays pour servir Dieu dans la solitude, tout comme son frère. Son père serait le vice-roi Frochard et sa mère se nommerait Iveline. Dans ce contexte, la sainte est mise en relation avec saint Wendelin, qui ne serait autre que son frère.
Une autre source la dit fille d'un duc lorrain, qui l'aurait rejetée à cause de sa surdité. Un certain nombre d'épisodes pieux se rapportent à sa vie. C'est ainsi qu'elle aurait sauvé un chasseur francique, qui s'était égaré dans une forêt lorraine, et l'aurait guéri de sa surdité. La légende rapporte que l'orsqu'un admirateur un peu trop zélé s'intéressait à elle, les semis de printemps poussaient à maturité afin de la dissimuler à son regard.
L'exhumation des ossements d'Oranne et de Cyrilla nous est connue par un acte du 3 mai 1480. Leurs squelettes, placés côte à côte dans un sarcophage, sont habillés et remis à leur emplacement original. La translation des reliques a lieu le 17 septembre 1719, en direction de l'église paroissiale Saint-Martin de Berus. Lors de la Révolution française, elles demeurent intactes grâce à des fidèles qui les cachent dans une crevasse de la forêt. La chapelle est alors mise aux enchères et tombe en ruines, avant d'être relevée à partir de 1814. Les reliques sont une dernière fois évacuées durant la Seconde Guerre mondiale, tout d'abord à Lebach, avant de trouver une place de choix en l'église Saint-Louis de Sarrelouis. La chapelle est fortement endommagée par les bombardements puis restaurée ; les reliques ont ainsi retrouvé leur place à l'intérieur depuis le 22 septembre 1969. Les vitraux colorés racontent l'histoire de la sainte.

## Orannalied
Theodor Lerond créa à Metz, peu avant 1914, les trois premières strophes du chant à sainte Oranne (Orannalied), sur une mélodie de Michael Zurluth. Il est chanté en public pour la première fois en 1918. Hans Hausen écrit les quatrième et cinquième strophes en 1944 ou 1945. La sixième est de Egon Winter. Oranne est de tous temps invoquée par les jeunes filles à la recherche d'un mari, en la priant ainsi :
« Häälich Orann, bescher mer en Mann

Kään Seffer, kään Schmesser,

käänen met em rooden Bart,

die sinn von kääner gudden Art !

Bescher mer en gudden Mann,

dass aich lang draan hann ! »

« Sainte Oranne, donne-moi un mari !

Je ne veux pas de roux, d'ivrogne et de bagarreur,

aucun avec une barbe rousse

ils ne sont pas du bon genre !

Trouve-moi un homme bon

que je puisse rester longtemps à lui ! »

## Galerie

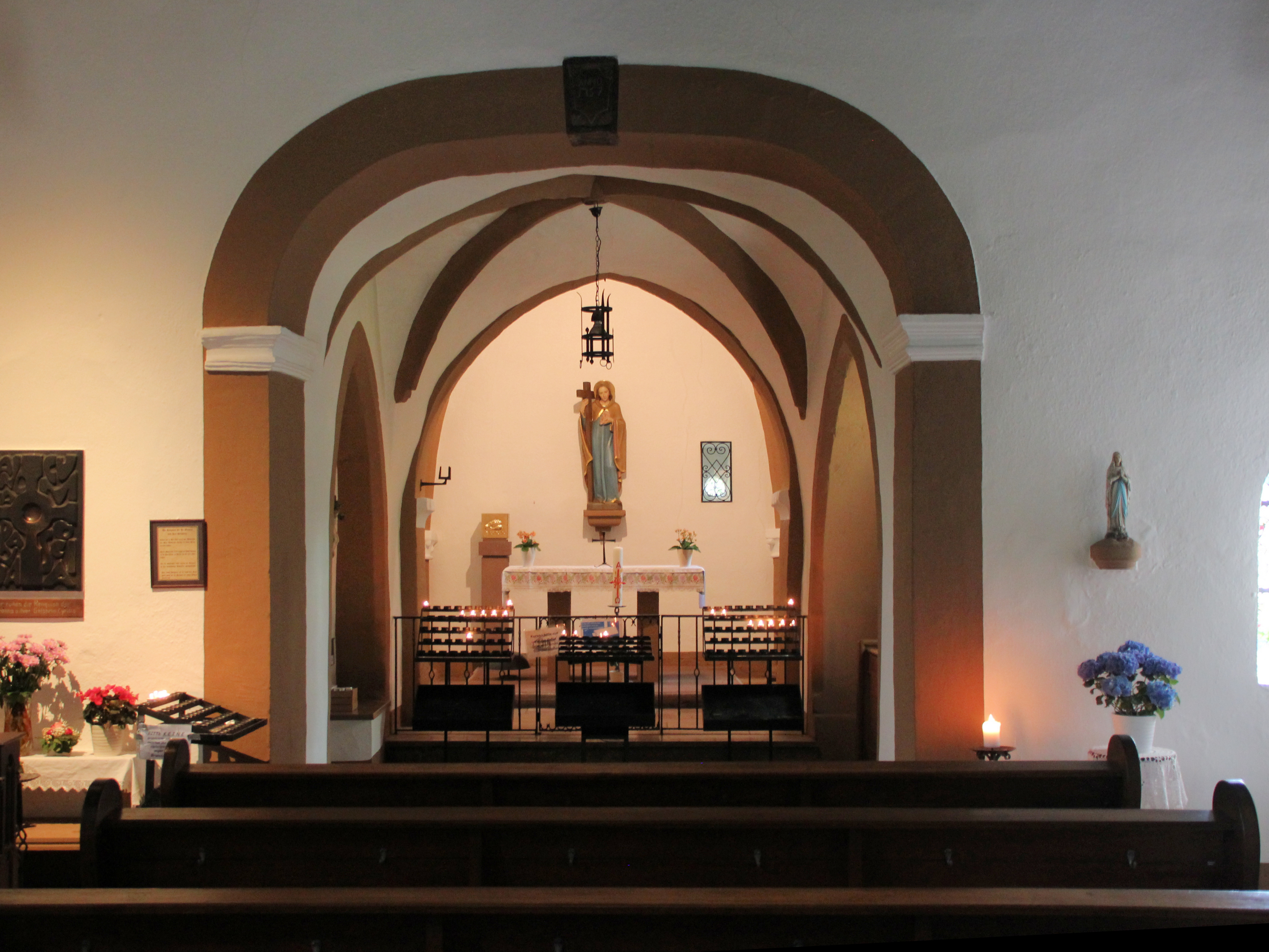
Le chœur de la chapelle.
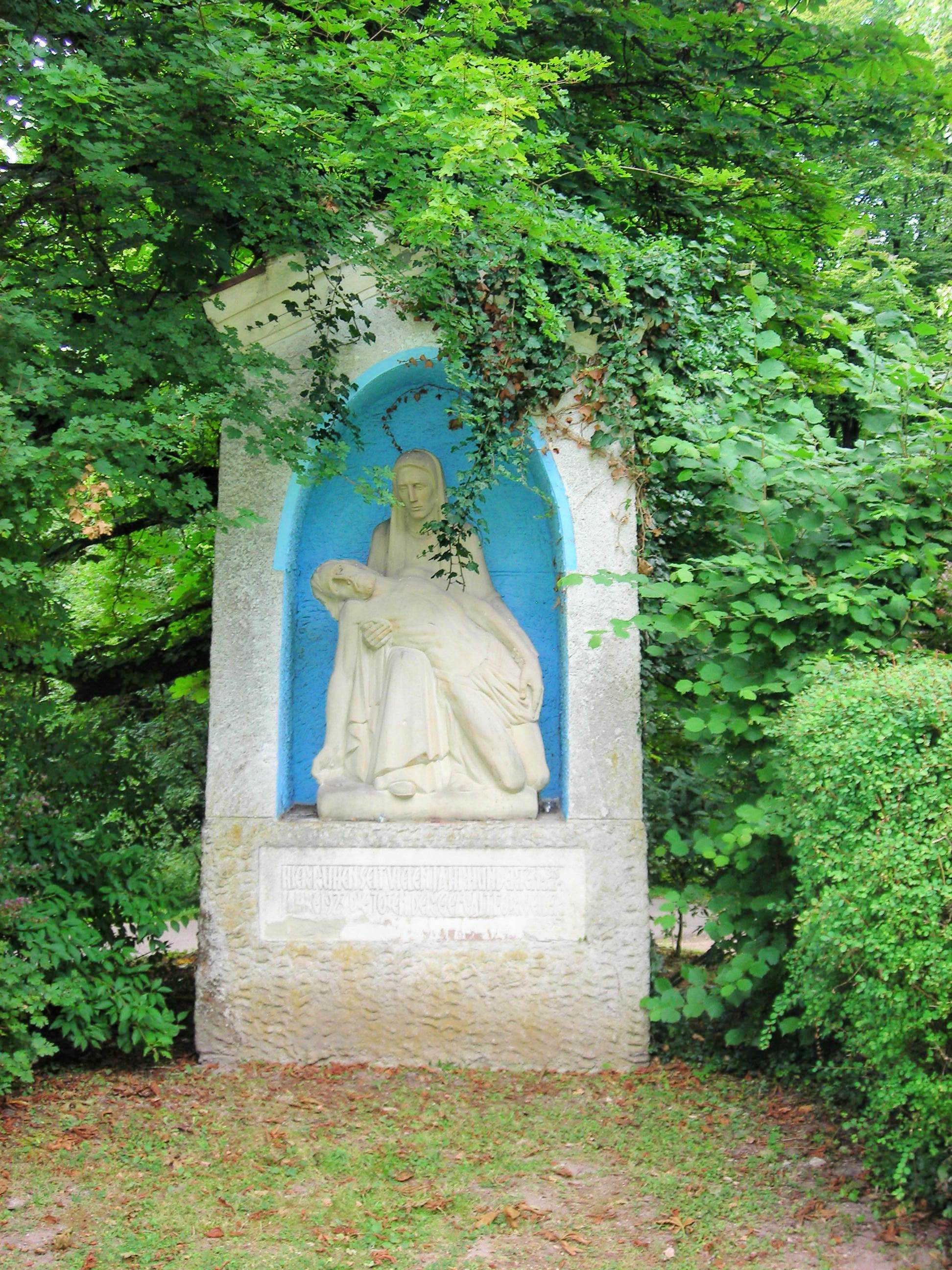
Monument pour rappeler la mémoire des défunts du village d'Altforweiler, inhumés à cet endroit jusqu'en 1923.
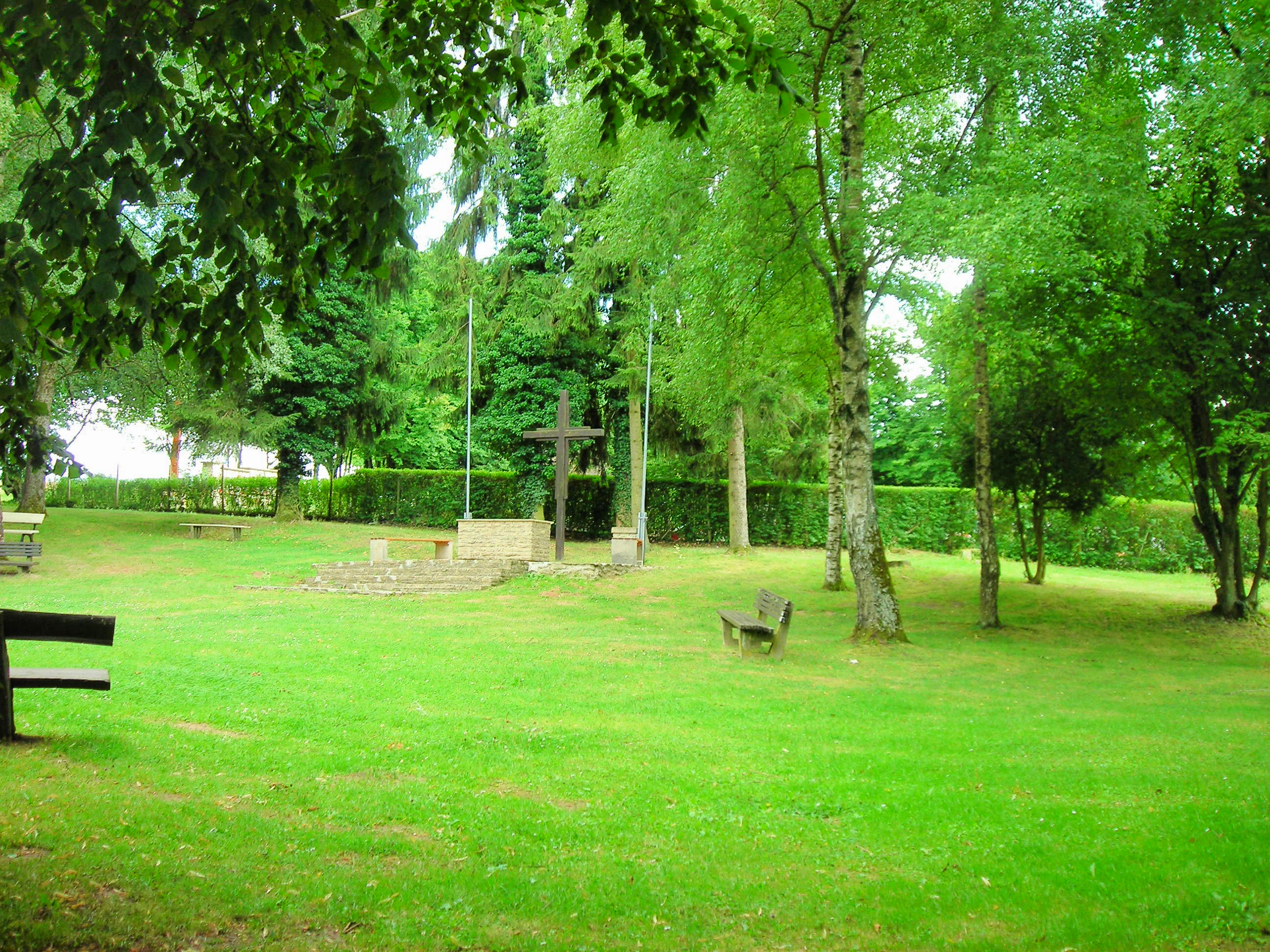
Autel champêtre aménagé en face de la chapelle.
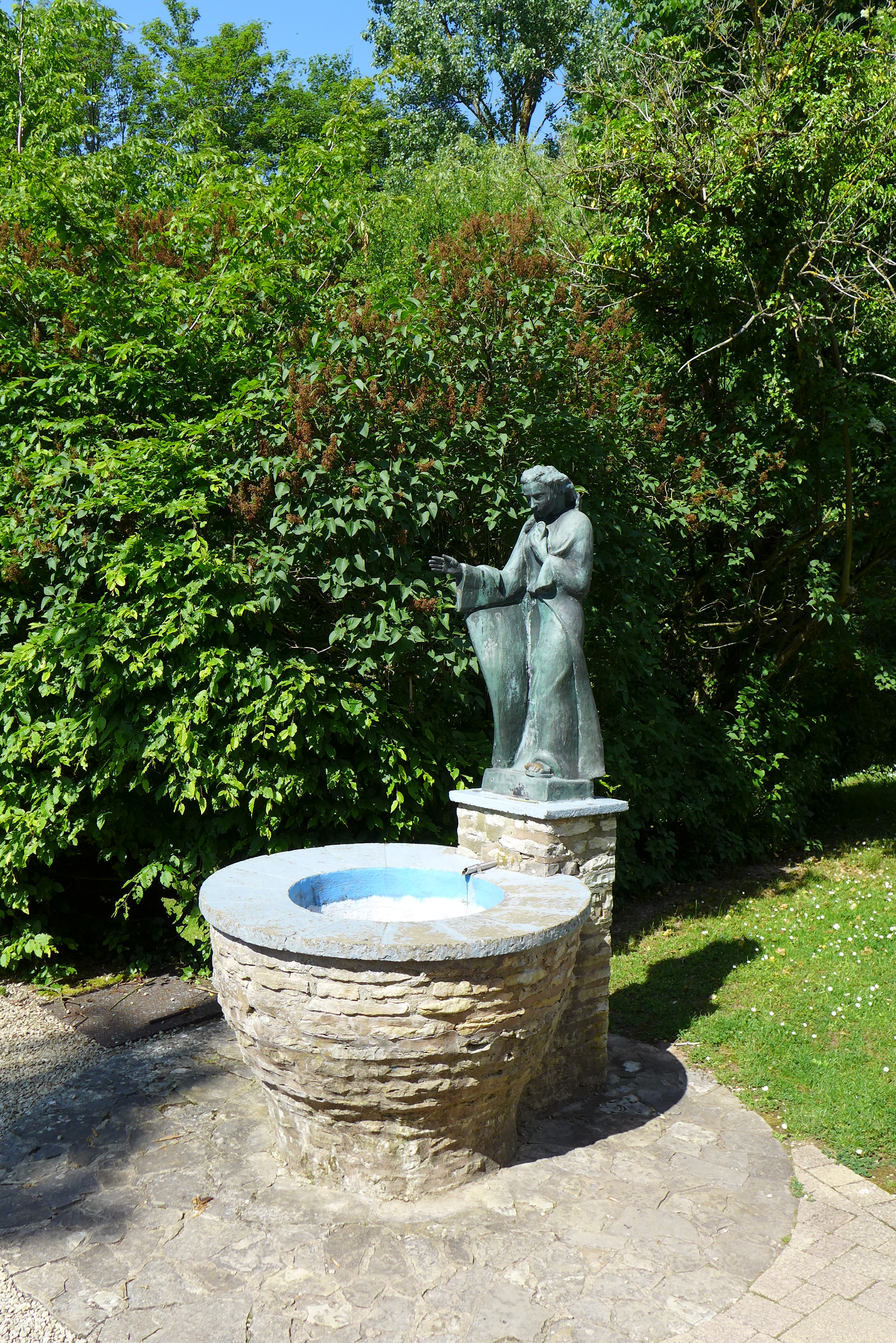
Fontaine avec la statue de la sainte à côté de la chapelle.